# Akira Amari
Pour les articles homonymes, voir Amari (homonymie).
Akira Amari (甘利 明, Amari Akira), né le 27 août 1949 à Atsugi dans la préfecture de Kanagawa, est un homme politique japonais, membre du Parti libéral-démocrate. Il est élu à la Chambre des représentants du Japon depuis 1983, d'abord pour l'ancien 3e district électoral de Kanagawa de 1983 à 1996 puis pour la nouvelle 13e circonscription de cette préfecture de 2000 à 2009 et depuis 2012 ainsi que pour le bloc proportionnel du sud Kantō de 1996 à 2000 et de 2009 à 2012. Il est ministre du Travail du Cabinet Obuchi du 30 juillet 1998 au 5 octobre 1999, puis ministre de l'Économie, du Commerce et de l'Industrie du premier Cabinet Abe puis du Cabinet Fukuda du 26 septembre 2006 au 1er août 2008, ministre d'État pour la Réforme de la règlementation, administrative et du service public dans le Cabinet Asō du 24 septembre 2008 au 16 septembre 2009 et enfin ministre d'État pour la Politique économique et fiscale, pour la Renaissance économique et pour la Réforme globale de la Fiscalité et de la Sécurité sociale dans le second Cabinet Abe.
Au sein du PLD, il est proche de personnalités ayant souvent des positions opposées, dont surtout Shinzō Abe et Tarō Asō, mais aussi Shōichi Nakagawa ou Yoshihide Suga. Tous ont en commun, Amari y compris, d'être affiliés au très influent lobby révisionniste Nippon Kaigi.

## Formation et carrière professionnelle
Diplômé de la faculté de droit de l'Université Keiō en 1972, il rejoint dans un premier temps la Sony Corporation. Toutefois, il en démissionne dès 1974 pour se présenter en indépendant à la direction du comité Parti libéral démocrate de Kanagawa. Battu, il devient alors l'assistant parlementaire de son père, Tadashi Amari, membre de la Chambre des représentants.

## Carrière politique

### Engagé très tôt
À la suite du retrait de son père de la vie politique, il est élu pour le remplacer dans sa circonscription de la préfecture de Kanagawa à la Chambre des représentants en 1983, sous l'étiquette du Club néo-libéral, un petit parti fondé en 1976 par des dissidents du PLD. Lorsque ce mouvement se dissout au sein du PLD en 1986, il rejoint, comme de nombreuses autres figures du petit parti défunt, la faction du Premier ministre en place, Yasuhiro Nakasone, à savoir le Seisaku Kagaku Kenkyūjo (政策科学研究所, littéralement Institut de recherche de science politique) ou Seikaken ou encore faction Nakasone.
Il obtient sa première expérience gouvernementale, quoique non membre du Cabinet, comme vice-ministre parlementaire auprès des ministres du Commerce international et de l'Industrie (MITI) successifs Kajiyama Seiroku puis Hikaru Matsunaga des Cabinets Uno et Kaifu du 3 juin 1989 au 28 février 1990. Mais ce n'est véritablement que dans les années 1990 qu'il connaît l'essentiel de son ascension politique.

### Ascension jusqu'au premier plan
Réélu à la Chambre des représentants en 1990, il devient rapidement l'un des spécialistes des questions économiques de la Diète et du PLD, et fait ainsi partie de la « Tribu du commerce et de l'industrie » (商工族, Shōkō zoku). Il devient ainsi premier directeur en décembre 1990 puis président en septembre 1995 de la Commission du Commerce et de l'Industrie à la Chambre, il est également directeur de la Commission sur la Réglementation et l'Administration de 1991 à 1993 et directeur de la Division du PLD chargée du Commerce international et de l'Industrie.
Lors des élections législatives d'octobre 1996, la première faisant suite à la réforme électorale de 1994 et unissant un système uninominal de circonscriptions à un tour (contrairement au précédent système de vote unique non transférable) au scrutin proportionnel pour certains sièges, il est battu dans le 13e district électoral de Kanagawa (formé d'une partie de l'ancienne circonscription dans laquelle il était précédemment élu) mais est élu sur la liste du PLD à la proportionnelle. Un mois plus tard, il devient vice-président du très important Conseil de la recherche politique du parti et est élu secrétaire général adjoint du PLD à partir de septembre 1997.

### Ministre du Travail
Le 30 juillet 1998, il fait sa première entrée au Cabinet du Japon, en tant que ministre du Travail du gouvernement alors dirigé par Keizō Obuchi. Il doit à l'époque surtout faire face à la montée du chômage due à la mauvaise situation économique née de l'éclatement de la bulle japonaise de 1989 et à la crise asiatique de 1997, le nombre de sans emploi atteignant alors son plus fort taux depuis le début des années 1960, à 4,4 % de la population active en décembre 1998. De plus, il avoue lui-même estimer ce taux en réalité plus élevé du fait du phénomène du chômage invisible dans le secteur privé.

### La faction Yamasaki
Mais il ne reste à ce poste que jusqu'au 5 octobre 1999. En effet, le 30 novembre 1998, l'ancienne faction Nakasone, dont il fait partie, se disloque à la suite de la dissidence d'une trentaine de membres qui décident de soutenir la candidature de l'un des leurs, Taku Yamasaki, à l'élection du président du PLD contre donc Keizō Obuchi. Ils fondent alors leur propre faction, le Kinmirai Seiji Kenkyūkai (近未来政治研究会) ou Commission pour un futur politique, mieux connue sous le nom de faction Yamasaki. Amari adhère à cette nouvelle mouvance interne et devient en son sein l'un des principaux lieutenants de Yamasaki, en tant que président délégué. Mais ce dernier n'arrive qu'en troisième et dernière position de l'élection du président du parti, le 22 septembre 1999, avec seulement 51 voix de militants et élus. Keizō Obuchi est quant-à-lui réélu et donc reconduit comme Premier ministre, et donc lors du remaniement de son Cabinet la plupart des partisans de ses adversaires lors de ce scrutin sont écartés. Akira Amari quitte donc le gouvernement mais reste toutefois secrétaire général adjoint du PLD.
Lors des élections de 2000, il est réélu à la Chambre des représentants en remportant cette fois le 13e district électoral de la préfecture de Kanagawa. Il est réélu en 2003 et en 2005. Il continue de plus à avoir une position d'importance au sein du PLD : président de la Commission de recherche sur les petites et moyennes entreprises du parti à partir de juillet 2000 puis premier secrétaire général adjoint à partir de mai 2001. Il seconde alors Taku Yamasaki, puis Shinzō Abe qui est élu secrétaire général du parti en 2003. Il en devient un proche, ainsi que l'un des piliers de sa campagne à la présidence du PLD en 2006. En remerciement, Shinzō Abe, devenu Premier ministre le 26 septembre 2006, le nomme au très influent poste de ministre de l'Économie, du Commerce et de l'Industrie (METI).

### Ministre de l'Économie puis de la Réforme administrative

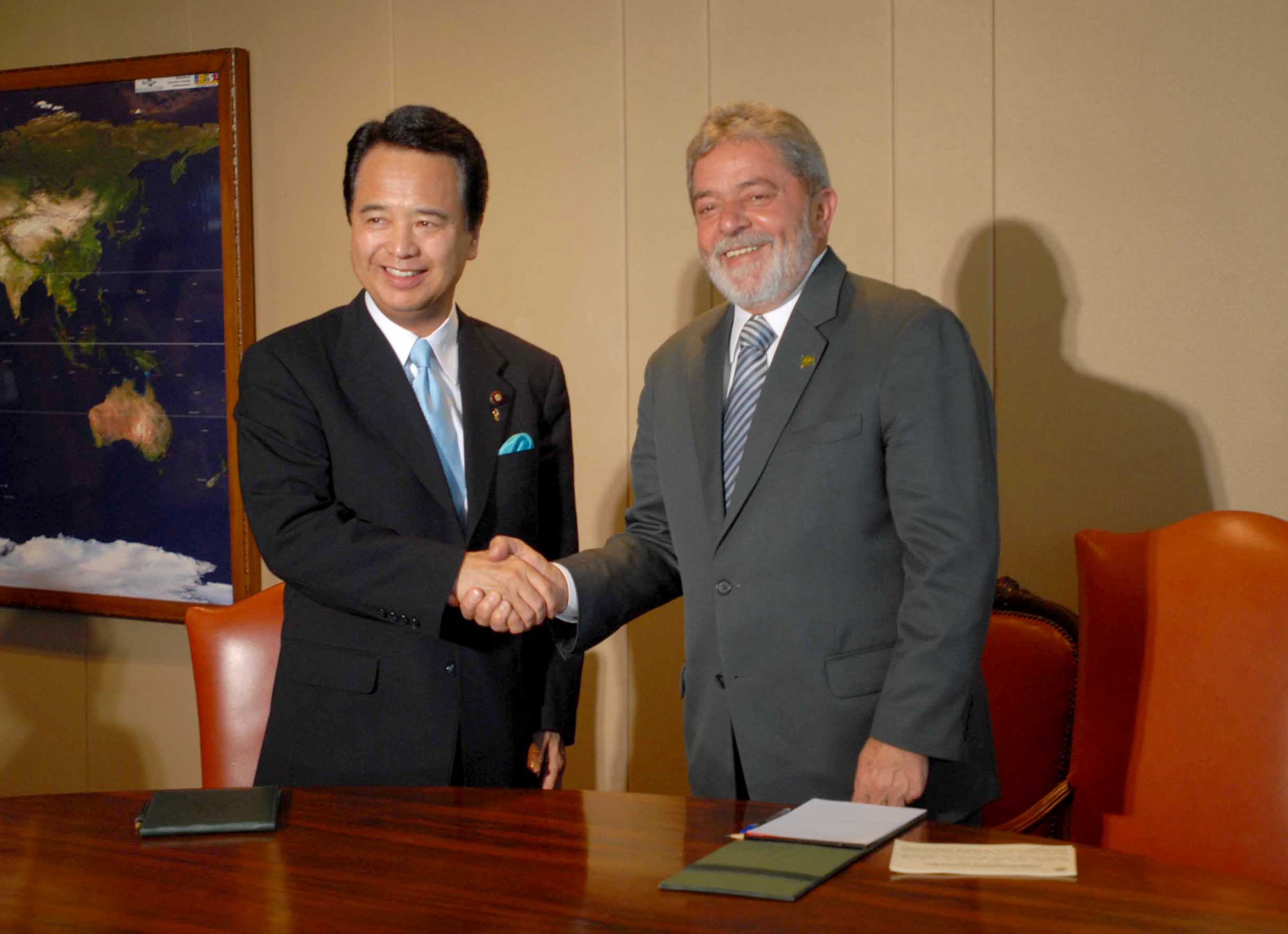
Akira Amari et le président du Brésil Luiz Inácio Lula da Silva le 2 juillet 2008, à Brasilia.

Au METI, il définit l'essentiel de ses objectifs dans les domaines du droit de la propriété individuelle et de l'énergie. Il entend alors renforcer l'approvisionnement énergétique d'un Japon souffrant d'un manque de ressources en la matière sur son territoire. Ainsi, dès sa nomination, il apporte son soutien au projet russe de développement pétrolier et gazier sur l'île de Sakhaline, baptisé Sakhaline II, et qui avait provoqué de vives inquiétudes auparavant du gouvernement japonais mais aussi d'organisations écologiques pour ses répercussions environnementales. Il annonce également en mars 2007 que le gouvernement japonais va commencer des négociations avec la Russie afin de renforcer la coopération entre les deux pays en matière d'enrichissement de combustible nucléaire. Il est également chargé de négocier avec la Chine au sujet de l'exploitation des réserves gazières et pétrolières de la mer de Chine orientale, sujet de litige important entre les deux pays, mais aussi sur les prix des terres rares (90 % des ressources utilisées par le Japon pour ces métaux étant alors contrôlés par la Chine). Sur ce dernier sujet, il mène des actions pour réduire cette dépendance en trouvant de nouveaux fournisseurs, surtout en Afrique (il se rend ainsi en Afrique du Sud et au Botswana en novembre 2007).
Après la démission de Shinzō Abe et l'élection interne au PLD pour désigner son successeur, il soutient le populiste et nationaliste ministre des Affaires étrangères sortant Tarō Asō contre le modéré Yasuo Fukuda. Toutefois, une fois élu, Fukuda décide de maintenir Amari au METI dans son Cabinet. Il reste à ce poste jusqu'au remaniement ministériel du 1er août 2008, date à laquelle il doit céder sa place à un poids lourds du parti et partisan d'un plan de rigueur et d'austérité, Toshihiro Nikai. Il retourne néanmoins au gouvernement dès le 24 septembre 2008, puisque, fidèle de Tarō Asō, celui-ci le nomme ministre d'État pour la Réforme de la règlementation, administrative et du service public dans son cabinet.
Lors des élections législatives du 30 août 2009, il est l'une des victimes de la défaite du PLD puisqu'il est battu dans sa circonscription par le candidat du PDJ Hidenori Tachibana. Il reste néanmoins membre de la Chambre des représentants grâce à la proportionnelle dans le bloc du sud Kantō.

### Lieutenant d'Abe
Désormais député de l'opposition, Akira Amari fonde le 22 juin 2011 un club politique inter-faction au PLD, baptisé « Le meilleur Japon » (さいこう日本, Saikō Nihon), dont le but visé est de « "repenser" les politiques menées, "restaurer" l'économie après le séisme du Tōhoku, faire du Japon "le meilleur" de la classe mondiale ». Il comprend, en dehors d'Amari, 13 députés (dont 7 de la faction Yamasaki, 2 de la faction Machimura dont fait également partie Shinzō Abe et 4 sans faction) et 5 conseillers (dont 1 Yamasaki, 1 Machimura, 1 de la faction du pacifiste pro-Chine, mais néanmoins proche de Abe car élu dans la même préfecture que lui, Masahiko Kōmura et 2 sans faction). Il s'oppose notamment à toute sortie du nucléaire civil, une option de plus en plus populaire au sein de l'opinion publique et de plus en plus défendu par le gouvernement en place du PDJ en raison de l'accident de Fukushima, mais qu'Akira Amari juge dangereuse car risquant, selon lui, de déstabiliser l'industrie japonaise en la rendant davantage dépendante des importations d'hydrocarbures et en la mettant à la merci de hausse des coûts de l'électricité,.
Le 14 octobre 2011, le président du parti Sadakazu Tanigaki le nomme président du quartier général des relations publiques. Pour l'élection à la présidence du PLD du 26 septembre 2012, il est le chef de campagne de Shinzō Abe. Celui-ci étant élu, il nomme deux jours plus tard Akira Amari au poste clé de président du Conseil de recherche politique, une fonction généralement considérée comme la troisième ou quatrième de la hiérarchie du mouvement et qui consiste à s'occuper de la préparation du programme. Il prend en main tout particulièrement l'élaboration du projet économique du PLD pour les élections législatives du 16 décembre 2012, baptisé « plan de renaissance économique » et qui « met l'accent sur des politiques visant à faire face au yen fort, à la déflation et à l'effondrement [de l'industrie] ». Il prévoit surtout une modification de la loi sur la Banque du Japon afin de la rendre moins indépendante du pouvoir politique et mener une large action d'assouplissement monétaire, un des thèmes clés de son parti lors de la campagne. Il promet également de renforcer la compétitivité des entreprises avec des mesures telles que la réduction des taux de l'impôt sur les sociétés. Le jour du scrutin, le PLD retrouve à lui seul une majorité absolue (294 sièges sur 480) essentiellement grâce au vote sanction à l'encontre du PDJ (qui pour sa part retombe à seulement 57 députés). Akira Amari lui-même regagne sa 13e circonscription de la préfecture de Kanagawa mais en y obtenant paradoxalement un moins bon score qu'en 2009 (111 733 voix, soit 24 431 votes de moins que ce qu'il avait gagné trois ans auparavant, et 43 % des suffrages exprimés et 2,5 points de moins).
Le 26 décembre 2012, il retrouve un poste gouvernemental dans le second Cabinet de Shinzō Abe, devenant ministre d'État chargé de la Renaissance économique, de la Politique économique et fiscale et de la Réforme globale de la Fiscalité et de la Sécurité sociale.
Il occupe éphémèrement le poste de secrétaire général du PLD en octobre 2021, avant d'être remplacé par Toshimitsu Motegi.

## Médiatisation
Akira Amari est connu pour être l'un des hommes politiques japonais les plus médiatisés. Il est notamment un habitué de l'émission populaire de variété et de débat Ōta Hikari no Watashi ga Sōri ni Nattara... Hisho Tanaka (太田光の私が総理大臣になったら…秘書田中), ou littéralement « Ōta Hikari : Si j'étais Premier ministre ... secrétaire Tanaka », plus généralement appelée Ōta Sōri (太田総理, « Premier ministre Ōta »). Ce programme de la chaîne Nippon TV, diffusé tous les vendredis soir en première partie de soirée, propose ainsi à la fois un divertissement et un débat sur une question de société ou de politique générale : à chaque fois, un faux Premier ministre (généralement joué par l'acteur Hikari Ōta) propose un manifeste qui, sous des allures souvent burlesques (les propositions sont souvent radicales ou en apparence ridicules, par exemple proposer d'inscrire dans la constitution que les phénomènes psychiques n'existent pas ou encore supprimer les indemnités du principal parti d'opposition), donne lieu à un réel débat entre hommes politiques, intellectuels, journalistes, spécialistes ou militants du milieu associatif.